# Котик Летаев
«Ко́тик Лета́ев»  — третий роман Андрея Белого, русского писателя-символиста и математика. Работа над романом была начата в 1915 г. и завершена в 1918 г. С подзаголовком «Первая часть романа "Моя жизнь"» он появился в сборниках "Скифы" в 1917 и 1918 гг. Отдельное издание  - 1922 г.  Сам автор охарактеризовал произведение как «самосознание, разорвавшее мозг».
Изначально задумывавшийся, как эсхатологическо-философский трактат, по мере написания роман частично наделился биографическими мотивами, повествуя о зарождении и формировании сознания у главного героя, от рождения до 6 лет. Произведение должно было стать первой частью многотомной автобиографической эпопеи, которая бы в том числе охватила Первую мировую войну и революцию 1917 года и закончила трилогию «Восток или Запад», однако лишь часть этого замысла была осуществлена.
После публикации роман сразу же привлёк внимание читателей и критиков своей оригинальностью, сложной структурой и необычностью темы. Однако не все были довольны произведением; отзывы к роману Белого разнились от наивысших восторгов до полного неприятия.
Наиболее полное влияние романа, как и всего творчества писателя на русскую и мировую культуру, стало возможно оценить лишь через много лет после его публикации.

## Особенности произведения
Как и «Петербург», «Котик Летаев» написан ритмизированной прозой. По выражению автора, роман можно читать двумя способами: обычным, каким читают прозу, либо проговаривая про себя, как рифму. Однако сам Белый замечал, что писалось произведение не только для чтения глазами, «но и для читателя, внутренне произносящего мой текст», и воспринимающего очень важную для постижения смысла звуковую её тональность.
Специфика автобиографического жанра «Котика Летаева», по мнению литературоведа Н. Г. Шарапенковой состоит в том, что в центре повествования находится не процесс становления характера героя и его контакта с миром, а «сложный внутренний мир» пробуждающегося сознания ребёнка, которое соприкасается с непознанным и незнакомым ему миром.
По выражению Е. Замятина, «поражает в первую очередь художественный опыт романа, где одним из способов отражения реальности взята детская психика, период первых проблесков сознания в ребёнке, когда из мира призрачных воспоминаний о своём существовании до рождения, из мира четырёх измерений — ребёнок переходит к твёрдому, больно ранящему его, трёхмерному миру».
Как и в предыдущем романе, в «Котике Летаеве» поднимаются христианские и апокалиптические мотивы, в особенности при посещении главного героя с родителями церкви, воспринимающейся как пространство, где обитает Древнее солнце.

### Определение жанра
А. Белый изначально (уже на стадии написания) определял своё произведение как повесть. Однако по мнению критика Николая Утёхина, «Котика Летаева» лишь условно можно назвать повестью, «она настолько оригинальна, как, впрочем, и почти все произведения писателя, что не подходит ни под одну жанровую форму».
Среди современных исследователей нет однозначного мнения по поводу жанровой принадлежности романа. Н. Г. Шарапенкова считает его бредовым воспоминанием о ранних годах детства, тогда как В. Шкловский определял его как философский трактат, намеренно вплетённый в биографию. Похожей точки зрения придерживался Утёхин, писавший, что для того, чтобы «глубинное» стало доступно читателю, Белому необходимо было облечь его в реальные, историко-конкретные формы, в которых оно и проявляет себя в действительной жизни.
Сам автор к своему роману (тогда ещё считающемуся повестью) выбрал эпиграф из «Войны и мира» Л. Толстого, а именно ту сцену, где Толстым в полном виде демонстрируется приём остранения:

— Знаешь, я думаю, — сказала Наташа шепотом… — что когда вспоминаешь, вспоминаешь, вспоминаешь, до того довспоминаешься, что помнишь то, что было ещё прежде, чем я была на свете…
— Л. Толстой. «Война и мир». Том II.
У Белого приём остранения тоже прослеживается во всей структуре произведения, особенно в подглавах «Лабиринт чёрных комнат», «Лев», «Вечность в чехлах», «Образованье действительности» и т.д.

### Стилистические приёмы
Сама бредовость романа восходит к творчеству Н. В. Гоголя, структура чьих рассказов больше напоминала строение снов. Белый даже обыгрывает этот приём в одной из глав романа:

…я любил рассказывать сны: пояснять свои миги сознания; и первые миги я вспомнил в то время; я любил погружаться в их темное, грозное лоно; научился я плавать в забытом; извлекать темнодонное: изучать его…

Главный герой пытается наблюдать за постепенно формирующимся миром, но в начале романа реальность как бы «отодвигается» им на второй план, давая волю подсознательному восприятию.
Автором в тексте широко используется приём звукоподражания, подразумевающий какое-то действие, чаще всего — появление (в прямом смысле) какой-то личности: тётя Дотя «слагается» в углу на обоях, «погромыхивая»; во время болезни главного героя гомон взрослых слышится ему в виде куриного крика.
Один из приёмов произведения — обращение к мифологии: доктора Артёма Досифеевича Доринова главный герой воспринимает как «быкообразного» «брухатого» минотавра, папу — как «огненного дракона», вылетающего в университет (настоящий отец Белого был преподавателем математики), дежурство у детской комнаты — шествием пёсьеголовых мужчин с жезлами.

## История
Изначально роман был задуман Белым как философское сочинение, не имеющее автобиографических мотивов. Идея создать сложноструктурную повесть, опирающуюся в основном на воспоминания и ощущения из глубокого детства появилась у писателя около 1914 года, когда он жил в Царском Селе под Петроградом; тогда Белый был призван на военную службу, но получил отсрочку от армии.
Создавая свой роман (тогда ещё — повесть), Белый внутренне опирался на широкую традицию мировой философии, в частности идеализм Гегеля, Риккерта, Риля, Шеллинга с одной стороны, и эсхатологический мистицизм Соловьёва, Булгакова, Бердяева, Мережковского с другой. Также известно, что Белый увлекался древнерусской литературой и богословием, был знаком с Глубинной книгой, интересовался богословскими сочинениями Алексея, Иллариона, Волоцкого, Сорского, Грека и др. 

Но при написании автор в основном, как он сам признавался не раз, опирался на свои собственные, ранее сложившиеся представления о связи личности с бытием — историей, природой, вселенной.
До задумки романа Белый первое время увлекался теософией Елены Блаватской и антропософским учением Рудольфа Штейнера, но позже, по признанию самого писателя, разочаровался в последней. В 1920-е годы, живя в Германии, Белый открыто называл учение Штейнера «пустым».
По мере написания роман постепенно превращался во что-то более личное и глубокое. Как замечает Утёхин, безусловно, воссоздание процесса формирования сознания героя через призму «самосознания 35-летнего» не могло быть вполне адекватным реальным ощущением и представлениями только что вступающего в жизнь человека. «Писатель, конечно, реконструировал некоторые из них, забытые, опираясь на свой опыт уже взрослого человека. Но тем не менее первые впечатления ребёнка от открывающегося перед ним миром переданы А. Белым настолько живо и убедительно, что читатель ни на минуту не усомнится в их достоверности».

## Сюжет
Роман открывается предисловием, где описывается лицезрение главным героем абстрактного мира, который так же ещё является и первыми неоформленными ощущениями ребёнка во чреве матери. Произведение разделено на пять глав.

## Приём и критика
- Е. Замятин, прочитав роман, написал, что никогда не видел ничего подобного. По его мнению, только математик (кем и был по образованию Белый) мог бы создать произведение со столь сложной структурой[4].
- С. Есенин назвал повесть «гениальнейшим произведением нашего времени», заметив, что А. Белый сумел выявить в слове неожиданные и тончайшие оттенки его значения, «зачерпнуть словами то самое, о чём мы мыслим только тенями мыслей… ясно вырисовывал скрытые от нас возможности отделяться душой от тела, как от чешуи»[14].
- Б. Пастернак, положительно отозвавшийся о предыдущем романе Белого, «Петербурге», резко негативно оценил роман «Котик Летаев», отозвавшись о творчестве автора как о «силе, распалившейся вхолостую».
- М. С. Шагинян высоко оценила биографическую и антропологическую сторону произведения: «через малленькое, едва возникшее детское „я“, с быстротой падучей звезды пролетающее все этапы развития общечеловеческого „я“… показывает и отражает и отражает она (повесть) не менее точно и тонко историю человеческого „антропоса“ (уже вне эпохи вообще)».
- Д. Святополк-Мирский назвал роман «самым оригинальным и ни на что не похожим произведением Белого»[8].

## Роль в творчестве автора
Роман должен был стать частью огромной автобиографической эпопеи «Моя жизнь» (другие названия — «Я» и «Эпопея»), которая должна была состоять из десяти томов. «Котик Летаев» должен был открывать эту эпопею; за ним по хронологии следует роман «Преступление Николая Летаева», где уже описывается взросление главного героя, Николая Летаева. Примыкает к эпопее и повесть «Записки чудака», в которой Летаев — уже известный писатель, пишущий под псевдонимом Леонид Ледяной. Идея эпопеи — описание внешних, бытовых обстоятельств демонстрации личности и анализ её внутренней
жизни через описание важных этапов духовной биографии Летаева (или самого Белого). В последних томах эпопеи должно было описываться развитие Летаева в эпохи Первой мировой войны и Октябрьской революции. «Моя жизнь», кроме того, должна была стать последней частью трилогии «Восток или Запад», в которую также входят романы «Серебряный голубь» и «Петербург». Изначально Белый планировал закончить трилогию романом «Невидимый град».
Впоследствии Белый оставил работу над «Моей жизнью». Написанные части переиздавались без указания на принадлежность к какому-либо циклу, а роман «Преступление Николая Летаева» был отдельно издан под названием «Крещёный китаец», причём в полном смысле закончен не был. Впоследствии развитие личности на фоне Первой мировой войны и революции Белый опишет в романе «Москва», а свою духовную автобиографию изложит в книгах «На рубеже двух столетий», «Начало века» и «Между двух революций».

## Влияние

### Наука и искусство
По мнению Николая Утехина, главный и до сих пор неоценённый вклад А. Белого в русскую и мировую литературу в том, что он в формах художественного творчества воплотил духовную сторону о космической жизни человека, которое в это же время создавалось трудами Н. Ф. Фёдорова, физика Н. А. Умова, известного драматурга А. В. Сухово-Кобылина, К. Э. Циолковского и, наконец, В. И. Вернадского и которое выводило человечество на путь нового, планетарного мышления, осознания себя как органической части Вселенной, как носителя космического знания, сознательной творческой мощи, способной к обновлению и преображению мира.
Многие термины из романа Белого — беспредметность, безо́бразность, двойственность — использовал Василий Кандинский для объяснения основы абстракционизма.
Мистический геометризм, приём, который Белым использовался ещё в «Петербурге», во многом предвосхитил учение о четырёх измерениях. Валерий Брюсов в 1924 году написал, возможно под влиянием романа Белого стихотворение «Мир N измерений». https://news161.ru/anons-3-mitapa-soobshhestva-rndseo/

## Комментарии
1. ↑  Сам Белый изначально определял жанр своего произведения как повесть.
2. ↑  В частности известно, что Белый обожал трилогии Мережковского "Царство зверя" и "Христос и антихрист".